# Lorenzo Ottoni
Lorenzo Ottoni, o anche Ottone o Lorenzone (Roma, 1648 – Roma, 1736), è stato uno scultore italiano.

## Biografia
È stato uno scultore durante il periodo barocco. Fu allievo tra gli altri di Bernardino Cametti.
Ottoni è stato il primo allievo di Antonio Giorgetti, seguito da Ercole Ferrata. Il primo lavoro commissionato risale al 1670. Nel 1682 creò il monumento funebre al cardinale Francesco Barberini nella Basilica di San Pietro.
Il talento di Ottoni raggiunse la sua piena espressione nella tomba per i coniugi Antonio Publicola Santacroce e Girolama Nari (1727) nella chiesa di Santa Maria in Publicolis a Roma. Qui si è visto un certo impatto del linguaggio scultoreo del Bernini e del Ferrata.
Del 1729 sono i mosaici con angeli e figure allegoriche nella cupola antistante l'altare di Santa Petronilla nella basilica di San Pietro.

## Opere
- Principesse della Mirandola, due busti in marmo, 1689, Palazzo Ducale di Mantova[1]
- Due putti in marmo bianco che adornano il monumento di Cristina di Svezia in San Pietro a Roma.
- Angelo che legge, bassorilievo in terracotta (prima metà del XVIII secolo); Museo civico di Rieti[2]
- San Crescentino, inizi del XVIII secolo, ovale in bronzo dorato, 63 x 97 cm[3], altare maggiore del Duomo di Urbino.
- Due coppie di putti, inizi del XVIII secolo, bronzo, altezza: 100 cm[4], altare maggiore del Duomo di Urbino.